# Écosite
« Ecosite » est un néologisme et mot-valise francophone créé à la fin du XXe siècle pour désigner des zones d’activité (sites industriels et commerciaux) regroupant en un même lieu des unités ou des entreprises (on parle alors  souvent d’éco-entreprises) œuvrant dans le domaine de  l’environnement et/ou consacrée au tri et à la gestion des déchets (avec alors pour certaines installations classées en France une Commission suivi imposée par la loi et associant les riverains et associations environnementales). Parfois en France des communes ou opérateurs privés se sont approprié le mot pour désigner des déchèteries. 
Dans le contexte des paysages et de la nature et plutôt pour les Québécois et anglophones, le mot Ecosite désigne plutôt un milieu naturel ou semi-naturel,,.

## Spécificités, atouts
Des compétences et équipements complémentaires y sont rassemblés et éventuellement mutualisés
Il peut aussi abriter des activités de R&D comme sur l’écosite de Mèze qui intègre un « pôle de recherches environnementales » notamment dédié à l’épuration des eaux par lagunage naturel.
Les bâtiments, clôtures et infrastructures y sont éventuellement construits selon les principes de la haute qualité environnementale (HQE) et alimentés par des énergies renouvelables voire « positif en énergie », et chercher à s’inscrire fonctionnellement dans la trame verte et bleue locale ou régionale

L’écosite peut être situé en bordure de voie ferrée et/ou de canal, ou associé à un port, etc. pour diminuer l’empreinte écologique des transports.  

Les écosites consacrés aux déchets sont souvent construits autour d’une ancienne carrière et/ou décharge autour desquelles des activités de tri, traitement et stockage ou valorisation se sont ensuite développées.

## Exemples
On peut citer, à titre d’exemple en France, et sans exhaustivité les écosites de Ecosite Mas-des-Fougères, Vert-le-Grand, Mèze, l’écosite du Bourgailh à Pessac, l'Écosite de la vallée du Viroin basé dans l’ancienne Gare de Vierves, l’Ecosite d’Eurre, Ecosite du Val de Drôme (dans le Val de Drôme).